# Королівська битва (2024)
Королівська битва 2024 року (англ. Royal Rumble 2024) — шоу професійного реслінгу, організоване WWE. Це був 37-й щорічний захід Royal Rumble, який відбувся 27 січня 2024 року на стадіоні «Тропікана-Філд» у Сент-Пітерсберзі, штат Флорида. Подія транслювалася у форматі pay-per-view та прямої трансляції, а брали участь реслери з усіх трьох брендів WWE. Це був третій Royal Rumble, проведений в Тампа-Бей (після шоу 1995 та 2021 років) і другий — на стадіоні «Тропікана Філд» після 2021 року, але оскільки той захід проводився без глядачів у ThunderDome через пандемію COVID-19, це було перше шоу Royal Rumble, яке зібрало натовп глядачів на цій арені.
Подія організована навколо спеціальному типу матчу — Royal Rumble, а переможець традиційно отримує матч за світовий титул чемпіона на Реслманії того ж року. У 2024 році переможці серед чоловіків та жінок отримали можливість вибору, за який пояс боротися на Реслманії XL. Переможець серед чоловіків міг вибрати або Чемпіонство світу у важкій вазі на Raw, або Беззаперечне Всесвітнє чемпіонство WWE (2 об'єднані титули) на SmackDown, в той час як переможець серед жінок мала вибір між Чемпіонством світу серед жінок від Raw та Чемпіонством WWE серед жінок від SmackDown. Жіночий Royal Rumble (який відкривав шоу) виграла Бейлі зі SmackDown. Вона також побила рекорд найдовшого перебування на ринзі у жіночому матчі Royal Rumble, протримавшись 1 годину, 3 хвилини і 3 секунди. Чоловічий «Рамбл» (який став головною подією шоу) другий рік поспіль виграв Коді Роудс з Raw. Це зробило Роудса першим реслером з часів Стіва Остіна (1997 і 1998), який виграв два матчі Royal Rumble поспіль, четвертим загалом — після Остіна, Шона Майклза (1995 і 1996) і Халка Хогана (1990 і 1991), й 10-м рестлером, який виграв кілька Рамблiв.
Окрім двох матчів Royal Rumble, відбулися ще два поєдинки за чемпіонські титули з бренду SmackDown. У першому Роман Рейнс зберіг Беззаперечне Всесвітнє чемпіонство WWE у чотиристоронньому матчі проти Ренді Ортона, Ел Ей Найта та Ей Джея Стайлза, а у другому Лоґан Пол переміг Кевіна Оуенса по дискваліфікації і зберіг Чемпіонство США WWE.
Жіночий матч Royal Rumble, зокрема, ознаменував дебют на ринзі WWE Джейд Каргілл, яка підписала контракт з компанією у вересні 2023 року. Несподівано у матчі з'явилася володарка титулу чемпіонки світу TNA серед нокаутів Джордін Грейс з Total Nonstop Action Wrestling (TNA). У чоловічому та жіночому поєдинках Royal Rumble також повернулися Наомі, Лів Морган, Андраде та Омос, а чоловічий матч також відзначився першим телевізійним поєдинком СМ Панка в WWE з часів Royal Rumble 2014 року.

## Матчі
| №                                                    | Результати                                                                                                   | Умови | Час     |
| ---------------------------------------------------- | --- | --- | ------- |
| 1                                                    | Бейлі перемогла викинувши останньою Лів Морган.                                                              | Жіночий матч 30-ти учасниць Royal Rumble за титульний поєдинок за світове чемпіонство на Реслманії XL            | 1:05:00 |
| 2                                                    | Роман Рейнс (c) (з Полом Гейманом) переміг Ренді Ортона, Ел Ей Найта та Ей Джея Стайлза утриманням опонента. | Чотиристоронній матч за титул Беззаперечного Всесвітнього чемпіона WWE (Чемпіонство WWE + Всесвітнє чемпіонство) | 19:30   |
| 3                                                    | Лоґан Пол (c) переміг Кевіна Оуенса по дискваліфікації.                                                      | Одиночний матч за титул чемпіона Сполучених Штатів                                                               | 14:00   |
| 4                                                    | Коді Роудс переміг викинувши останнім СМ Панка.                                                              | Чоловічий матч 30-ти учасників Royal Rumble за титульний поєдинок за світове чемпіонство на Реслманії XL         | 1:08:25 |
| \| (c) \| – чемпіон(-и) на момент старту поєдинку \| | | |         |
| (c)                                                  | – чемпіон(-и) на момент старту поєдинку                                                                      | |         |